# Fender Lead Series
Fender Lead je serija električnih gitara koju je tvrtka Fender (tad u vlasništvu korporacije CBS) proizvela pod stručnim vodstvom Grega Wilsona i Johna Pagea, u pogonima Fender Custom Shopa, u Fullertonu.

Serija se sastoji od modela gitara Lead I, Lead II, Lead III, i Lead Bass modela. Modeli su u izgledu slični Fender Stratocaster gitari, ali sa specifičnim značajkama. Jedan od najznačajnijih stručnih suradnika, ujedno i korisnika ovih modela je američki gitarista, i skladatelj, Steve Morse. 

## Povijest
Izvorna ideja za proizvodnju Lead serije gitara došla je od ondašnjeg Fenderova direktora marketinške prodaje za gitare, Dennisa Handa, kojemu je bio cilj da se stvori model gitare koji će biti jeftiniji od Stratocastera, ali da kad se svira, da glazbeniku stvori ugođaj kao da je u pitanju upravo Stratocaster. Dizajnom već je bila predviđena manja glava i vrat Fenderovim modelima, što je na prvim originalnim modelima koji su premijerno trebali biti predstavljeni na NAMM sajmu glazbene opreme u Atlanti gitarista Steve Morse (svirao u sastavu Dixie Dregs) odbacio. Modeli gitara Lead serije proizvedeni su od jeseni 1979. – 1982. godine pod vodstvom Grega Wilsona, i čelnog čovjeka Fender Custom Shopa Freddieja Tavaresa (kasnije je zamijenio Johna Pagea). Osim elemenata Stratocaster gitare (fiksni most, vrat i glava gitare), Lead modeli od Telecastera su kopirali dizajn metalnih prstenova na stražnjem dijelu tijela gitare kroz koji se provlače žice, i u koji sjedaju završne metalne stopice krajeva žica.

Lead seriji glava gitare je dizajnom nešto manja nego na tadašnjim Stratocaster modelima, u biti slična je (ako ne i identična) kao na modelima iz 1954. godine. Stratocasterov dizajn glave tijela iz vremena Lead serije (1979. godina, i dalje) djelo je dizajnera Dana Smitha. Njegov dizajn prepoznatljiv je i na modelima Stratocaster iz 1981. godine. Već naredne godine, dizajn je dorađen tako što je glava tijela pomaknuta prema naprijed, i time je poprimila izduženiji izgled.

Lead serija proizvedila se u Fullertonu, a cijena gotovog modela iznosila je cc 495 dolara, što je bilo znatno jeftinija od modela Stratocaster. Cijelu proizvodnu Lead liniju od 1982. godine nastavio je proizvoditi Fenderov ogranak u Japanu, Fender Japan. Tvrtka je kroz svoj brand Squier predstavila Squier JV model.

## Modeli
- Lead I proizvedio se od 1979. – 1982. godine. Model je prepoznatljiv po specijalno dizajniranom dvodjelnom elektromagnetu smještenom u blizini mostu gitare. Uporabnu shemu elektromagneta kontrolira trodjelni preklopni prekidač s mogućom funkcijom dvostrukog elektromagneta, jedne ili obje zavojnice elektromagneta. Drugi položaj omogućava uporabu serije/paralele spoja elektromagneta, ali samo ako su u uporabi obje zavojnice (tj., preklopnik u srednjem položaju). Kontrolne potove čine glavni pot za glasnoću, i pot za ton.

- Lead II proizvodio se od 1979. – 1982. godine. Ovaj model je prepoznatljiv po specijalno dizajniranoj konfiguraciji koju čine dva X-1 jednostruka elektromagneta (koso ugrađena). Raspored prvog je na poziciji bliže mostu, a drugog bliže vratu gitare. Model X-1 elektromagnet korišten je na poziciji bližoj mostu na modelu "Strat", i na Dan Smithovim Stratocaster modelima.

Kao i u prethodnom modelu, i ovdje uporabna shema elektromagneta kontrolira se pomoću trodjelnog preklopnika (vrat, vrat i most, most), s mogućim položajem u, i izvan faze, ako je preklopnik u srednjem položaju. Kontrolne potove čine glavni pot za glasnoću, i pot za ton. Ovaj model električne gitare posjedovao je i poznati engleski gitarista Eric Clapton. Ta gitara kasnije je postala značajniji izložbeni eksponat Hard Rock Cafe kolekcije gitara.

- Lead III proizvodio se 1982. godine. Model je prepoznatljiv po konfiguraciji od dva dvostruka elektromagneta razmještena na poziciju bliže mostu, i bliže vratu gitare. Funkcija trodjelnog prekidača identična je kao i u prethodnim verzijama giatara (vrat, vrat i most, most), i hoće li se upotrijebiti jedna ili obje zavojnice svakog elektromagneta. Kontrolne potove čine glavni pot za glasnoću, i pot za ton.
- Lead Bass

Poznati glazbenici koji su koristili modele Fender Lead serije:

- Bono, tijekom koncertne turneje War Tour u sastavu U2. Na video snimku (film s koncerta) Live at Red Rocks: Under a Blood Red Sky koristio je crni model.
- Eric Clapton, engleski tekstopisac, pjevač i gitarista.
- Elliot Easton, u sastavu The Cars, u pjesmi "Touch and Go" s albuma Panorama.
- Moon Martin, tekstopisac, pjevač i gitarista koristio je Lead I model.
- Roger Miller, u američkoj post-punk grupi Mission of Burma.
- Steve Morse u skupini Dixie Dregs, i Deep Purple ("Punk Sandwich", pjesma s albuma Night of the Living Dregs sastava Dixie Dregs).
- Zé Pedro u glazbenoj skupini Xutos & Pontapés.

## Tehničke informacije
Specifikacija dvostrukog elektromagneta Lead serije

Dizajner Seth Lover dizajnirao je model dvostrukog elktromagneta ugrađenog u Lead I-III seriju gitara. Modeli se sastoje od keramičkih magneta i 12 podesivih jedinki. Elktrični DC otpor je oko 13 kΩ.
Specifikacija Lead II jednostrukog elektromagneta

Električni DC otpor u Lead II X-1 ALNICO elektromagnetu je oko 7,5 kΩ (9600 namotaja zavoja), u odnosu na 7600 namotaja na modelima Stratocaster. Ranim jednostrukim modelima poklopac kućišta urađen je od drveta zeleno sive boje (kompozitni primjeri od drveta poput šperploče i iverice izrazite gustoće i snage), dok je na kasnijim modelima (kao i na Stratocasteru) urađen od plastike.

Podešavanje tonova u modelima Lead serije omogućava potenciometar tj., podesivi otpornik od 250 KΩ za kontrolu glasnoće, i 0,05 μF kondenzator za kontrolu tona. Ove dvije komponente čine svojevrsni propusni filtar visine frekvencija. Potenciometar za glasnoću (jačinu zvuka) kontrolira amplitudu izlaznog signala, a pomoću potenciometra tona kontrolira se doseg visokih frekvencija. 
Opće značajke

Tijelo gitare obično je izrađeno od tri dijela, i to od johe, ili jasena, dok je vrat gitare izrađen od javora s orahovom prugom na poleđini kroz koji je provučena vratna šipka.

Vrat izrađen u cijelosti od javora, podrazumijeva i hvataljku vrata u tom paketu, dok hvataljka od palisandera na tijelu vrata čini ga zbog svog zaobljenja debljim. Zanimljivo, unatoč tomu za usporedbu prosječni Lead model ima za otprilike 1 mm uži vrat pri kobilici od Stratocaster i Telecaster modela iz tog vremena (na 21. polju širina vrata je ista za oba modela, i iznosi 55,4 mm).

Položaj elektromagneta na modelima Lead I, i Lead II, je isti (dvostruki pri mostu, i jednostruki pri vratu gitare).

Sustav uzemljenja u sve tri serije nije završen samo spojem na ploču gitare, nego ju čini instalacija koja se pod njom (pločom) proteže, u džepu šupljine tijela gitare, povezujući tako u jednu cjelinu elektromagnete i trodjelni preklopnik do spoja na mostu gitare, da bi potom zajedničkim spojem sve završno spojeno na ploču gitare.

Kasniji Fender Lead modeli dizajnom imaju izražajnije obrise (konture) tijela, uz dodatne dvije varijacije glave gitare od kojih jedna iz 1950-te godine koristi alate izvedbe 'mekših' kontura što nas podsjeća na Dan Smith model Stratocastera. Profil vrata, i debljina glave gitare, tijekom proizvodnje u Lead modlima varira od modela, do modela. Modeli su u završnici premazani s poliuretan lakom koji promjenom na više, ili niže temperature puca, i tako stvara neugledne hrapave, otvorene pore na drvenoj površini. Osim toga, završnica mnogih modela je i 'mutna', što navodi na zaključak da ipak nije urađena na zavidnoj kvaliteti.

## Serijski brojevi
Fender Lead serija koristi standardno uobičajeni američki model formata:

S = proizvodnja sedamdesetih, i osamdesetih godina.

E = prva znamenka serijskog broja, i predstavlja točnu godinu proizvodnje.

(Na primjer: S9XXXXX znači 1979. godinu, ili E1XXXXX znači 1981. godinu).

Serijski brojevi Lead serije utisnuti su na prednjoj strani glave gitare (ispod loga Fender), na tijelu gitare i na stražnjoj strani ploče gitare. Svi originalni ugrađeni dijelovi u model gitare moraju imati iste serijske brojeve.

## Vanjske poveznice
- Fender Lead, modeli na strat-central.com.